# Speed Metal Symphony
Albums de Cacophony
Go Off!
(1988)
Speed Metal Symphony est un album de Cacophony, sorti en 1987.
Citation du site de Jason Becker : 
Ce CD est rempli de mélodies agressives, de contrepoints étranges et de polyphonie. C'est mon premier CD. J'avais 17 ans. J'ai tant appris avec Marty et Atma, le batteur. J'étais très bon, mais ils m'ont réellement ouvert.

## Liste des titres
- Toutes les pistes ont été écrites par Marty Friedman et Jason Becker, sauf indication.

1. "Savage" – 5:50 – (Friedman)
2. "Where My Fortune Lies" – 4:33
3. "The Ninja" – 7:25 – (Friedman)
4. "Concerto" – 4:37
5. "Burn the Ground" – 6:51
6. "Desert Island" – 6:25 – (Friedman)
7. "Speed Metal Symphony" – 9:37

## Musiciens
- Peter Marrino - Chant
- Marty Friedman - Guitare, Basse
- Jason Becker - Guitare
- Atma Anur - Batterie

Speed metal symphony est l'album qui est à ce jour, joué le plus rapidement en duo par les virtuoses du metal dit "néo-classique"